# Verwaltungsgemeinschaft Lutherstadt Eisleben

Die Verwaltungsgemeinschaft Lutherstadt Eisleben im Landkreis Mansfeld-Südharz 2009

Die Verwaltungsgemeinschaft Lutherstadt Eisleben war eine Gebietskörperschaft im Landkreis Mansfeld-Südharz in Sachsen-Anhalt.
Auf einer Fläche von 143,83 km² lebten hier 27.036 Einwohner (31. Dezember 2006). Leiterin der Verwaltungsgemeinschaft war Jutta Fischer.
Sie wurde am 1. Januar 2005 gegründet und umfasste die Gemeinde Hedersleben sowie die Lutherstadt Eisleben als Trägergemeinde der Verwaltungsgemeinschaft.
Am 1. Januar 2009 verringerte sich die Zahl der Mitgliedsgemeinden durch Eingemeindung der Gemeinden Bischofrode, Osterhausen und Schmalzerode in die Lutherstadt Eisleben von ursprünglich fünf auf zwei.
Am 15. Juni 2009 wechselte die Gemeinde Burgsdorf von der Verwaltungsgemeinschaft Gerbstedt in die Verwaltungsgemeinschaft Lutherstadt Eisleben.
Am 1. Januar 2010 wurde die Verwaltungsgemeinschaft wegen der Eingemeindung der letzten beiden Gemeinden Hedersleben und Burgsdorf nach Eisleben aufgelöst.